# Apocopis floccosa
Apocopis floccosa är en gräsart som beskrevs av Norman Loftus Bor. Apocopis floccosa ingår i släktet Apocopis och familjen gräs. Inga underarter finns listade i Catalogue of Life.